# Турция на летних Олимпийских играх 1948
Турция принимала участие в Летних Олимпийских играх 1948 года в Лондоне (Великобритания) в восьмой раз за свою историю, и завоевала четыре серебряные, шесть золотых и две бронзовые медали. Страну представляли 58 спортсменов (57 мужчин, 1 женщина).

## Медалисты
| Медаль  | Спортсмен       | Вид спорта      | Дисциплина                                 |
| ------- | --------------- | --------------- | ------------------------------------------ |
| Золото  | Мехмет Октав    | Борьба          | Мужчины, греко-римская борьба, до 62 кг    |
| Золото  | Ахмет Киреччи   | Борьба          | Мужчины, греко-римская борьба, свыше 87 кг |
| Золото  | Насух Акар      | Борьба          | Мужчины, вольная борьба, до 57 кг          |
| Золото  | Газанфер Бильге | Борьба          | Мужчины, вольная борьба, до 62 кг          |
| Золото  | Джелал Атик     | Борьба          | Мужчины, вольная борьба, до 67 кг          |
| Золото  | Яшар Догу       | Борьба          | Мужчины, вольная борьба, до 73 кг          |
| Серебро | Кенан Олджай    | Борьба          | Мужчины, греко-римская борьба, до 52 кг    |
| Серебро | Мухлис Тайфур   | Борьба          | Мужчины, греко-римская борьба, до 79 кг    |
| Серебро | Халит Баламир   | Борьба          | Мужчины, вольная борьба, до 52 кг          |
| Серебро | Адиль Джандемир | Борьба          | Мужчины, вольная борьба, до 79 кг          |
| Бронза  | Халиль Кая      | Борьба          | Мужчины, греко-римская борьба, до 52 кг    |
| Бронза  | Рухи Сарыалп    | Лёгкая атлетика | Мужчины, тройной прыжок                    |